# Malick Mane
Malick Mane (Ziguinchor, 14 oktober 1988) is een Senegaleese profvoetballer die als spits speelt bij de Chineese club Nei Zhongyou. Hij speelde eerder voor Casa Sport, Sandefjord, Aqtobe, Sogndall Fotball, IFK Göteborg en Najran SC . In 2012 maakte hij zijn debuut in het Senegalees voetbalelftal.

## Carrière

### Sogndal
In 2012 nam Sogndal Fotball Malick over van Sandefjord Fotball. In twee seizoenen speelde Mané 59 wedstrijden en scoorde 12 doelpunten. Voornamelijk in het Tippeligaen 2013 seizoen maakte hij indruk met 10 goals en zijn sterke speelstijl.

### IFK Göteborg
Op 12 maart 2014 tekende Mané een vierjarig contract bij IFK Göteborg. Hij kreeg rugnummer 21 toebedeeld.